# La taula
La taula (La Table) és un oli sobre tela de 81 × 100 cm realitzat per Chaïm Soutine vers els anys 1919-1927 i dipositat al Museu de l'Orangerie de París.

## Context històric i artístic
Els primers anys de Soutine a París foren de pobresa extrema. Nombroses teles punyents inspirades per la fam en són testimoni, si bé aquest quadre no tindria aquest caràcter, segons Michèle Bundorf, que el situa dins de la segona sèrie de natures mortes realitzades per l'artista, entre el 1922 i el 1927. Maurice Tuchman, al seu catàleg raonat, el data en canvi cap al 1919.

## Descripció
Aquesta natura morta composta d'objectes tradicionals -la cafetera, les ampolles, la fruitera, les peces de carn- està sotmesa al mateix tractament expressiu que els paisatges o les figures de Soutine: la taula s'arqueja i s'allarga pel costat dret; els objectes suren per damunt seu; la fruitera sembla ballar damunt del peu; pinzellades nervioses en forma d'arabesc animen les dues peces de carn. Tot i que són objectes comuns i corrents, el seu tractament és sorprenent: la composició és una veritable dansa d'objectes que pertorba totalment la nostra percepció.
A més, el verd de la taula (la qual presenta la seua part esquerra buida) i el verd més apagat del fons fan que els tons vermells de la carn destaquin encara més.